# Centro Sureste de Estados Unidos
El Centro Sureste de Estados Unidos es una de las nueve divisiones de los Estados Unidos reconocidas por la Oficina del Censo de los Estados Unidos.
La división está formada por cuatro estadosː Kentucky, Tennessee, Misisipi y Alabama. Junto con la división Atlántico Sur de Estados Unidos (Delaware, Florida, Georgia, Maryland, Carolina del Norte, Carolina del Sur, Virginia, Virginia Occidental y el Distrito de Columbia) y la del Centro Suroeste (Arkansas, Luisiana, Oklahoma y Texas) constituye la región Sur de Estados Unidos.

## Demografía
En el año 2010, los cuatro estados de esta división suman una población de 18 022 810 habitantes y cubren una área de 295 155 km². 
| Estado    | Censo de 2010 | Área   |
| --------- | ------------- | ------ |
| Alabama   | 4 833 722     | 52 419 |
| Kentucky  | 4 395 295     | 40 409 |
| Misisipi  | 2 984 926     | 48 430 |
| Tennessee | 6 495 978     | 42 143 |

|    | Ciudad                 | Población (2010) |
| -- | ---------------------- | ---------------- |
| 1  | Memphis, Tennessee     | 653 450          |
| 2  | Nashville, Tennessee   | 634 464          |
| 3  | Louisville, Kentucky   | 609 893          |
| 4  | Lexington, Kentucky    | 308 428          |
| 5  | Birmingham, Alabama    | 212 113          |
| 6  | Montgomery, Alabama    | 201 332          |
| 7  | Mobile, Alabama        | 194 899          |
| 8  | Huntsville, Alabama    | 186 254          |
| 9  | Knoxville, Tennessee   | 183 270          |
| 10 | Chattanooga, Tennessee | 173 366          |